# Wolfgang Bernhard
Dr. Wolfgang Bernhard (Böhen, Allgäu, 3 de setembro de 1960) é um engenheiro alemão.
Começou sua carreira profissional na empresa de consultoria McKinsey, seguindo posteriormente para a Mercedes Benz. Depois de passar por diversos cargos na DaimlerChrysler (atual Mercedes-Benz Group), em 1 de fevereiro de 2005 assumiu a posição de CEO da marca Volkswagen.